# Блохин, Александр Викторович
Алекса́ндр Ви́кторович Блохи́н (род. 12 января 1951, Иваново, СССР) — российский дипломат. Чрезвычайный и полномочный посол (1996).

## Биография
В 1967—1968 годах — рабочий завода «Ивторфмаш» (Иваново).
В 1974 году окончил Ивановский энергетический институт им. В. И. Ленина.
В 1974—1977 годах — старший инженер, заместитель начальника цеха, начальник цеха, заместитель главного энергетика завода «Физприбор» (Киров).
В 1977—1978 годах находился в командировке в Монголии по линии Министерства обороны СССР.
В 1978—1980 годах — главный механик Ивановского швейного объединения.
В 1980—1983 годах — аспирант Ивановского энергетического института.
В 1983—1990 годах — главный энергетик Щёлковского биокомбината (Московская область).
В 1990—1993 годах — народный депутат РСФСР.
В 1990—1992 годах — секретарь Комитета Верховного Совета России по вопросам работы советов народных депутатов и развитию самоуправления.
С 1992 года на дипломатической службе в МИД России. Владеет английским языком.
- В 1993—1995 годах — директор Департамента по связям с субъектами Федерации, парламентом и общественно-политическими организациями МИД Российской Федерации.
- С 26 июня 1995 по 6 января 2000 года — чрезвычайный и полномочный посол Российской Федерации в Азербайджане[1][2].
- С 6 января по 7 мая 2000 года — министр по делам федерации и национальностей Российской Федерации[2].
- С 7 мая по 18 мая 2000 года — и. о. министра по делам федерации и национальностей Российской Федерации.
- С 18 мая 2000 по 17 октября 2001 года — министр по делам федерации, национальной и миграционной политики Российской Федерации, был освобожден от этой должности в связи с упразднением министерства[3][4].
- С 26 июля 2002 по 14 июля 2005 года — чрезвычайный и полномочный посол Российской Федерации в Белоруссии[5][6].
- С 10 ноября 2005 по 29 июня 2010 года — чрезвычайный и полномочный посол Российской Федерации в Австралии[7][8].
- С 31 января 2006 по 29 июня 2010 года — чрезвычайный и полномочный посол Российской Федерации в Республике Островов Фиджи по совместительству[8][9].
- С 6 февраля 2006 по 29 июня 2010 года — чрезвычайный и полномочный посол Российской Федерации в Республике Вануату по совместительству[8][10].
- С 14 марта 2006 по 29 июня 2010 года — чрезвычайный и полномочный посол Российской Федерации в Республике Науру по совместительству[8][11].
- С 5 мая 2011 по 6 апреля 2023 года — чрезвычайный и полномочный посол Российской Федерации в Туркменистане[12][13].

## Семья
Женат. Дети: Никольская Анна Александровна.
Внуки: Никольский Александр Германович, Никольская Алиса Германовна.

## Награды
- Орден Почёта (8 июня 2020) — за большой вклад в реализацию внешнеполитического курса Российской Федерации и многолетнюю государственную службу[14];
- Медаль ордена «За заслуги перед Отечеством» I степени (13 октября 2014) — за большой вклад в реализацию внешнеполитического курса Российской Федерации и многолетнюю добросовестную работу[15];
- Юбилейная медаль «300 лет Российскому флоту» (1996);
- Медаль «В память 850-летия Москвы» (1998);
- Медаль «200 лет МИД России» (2002);
- Медаль «200 лет Консульской службе МИД России»;
- Медаль «90 лет Службе дипломатическо-курьерской связи МИД России»;
- Почётная грамота Правительства Российской Федерации (12 января 2001) — за заслуги перед государством и многолетний добросовестный труд[16];
- Юбилейная медаль «Независимый, Постоянно Нейтральный Туркменистан» (2015, Туркменистан)[17];
- Юбилейная медаль «25 лет Нейтралитета Туркменистана» (2020, Туркменистан).

## Дипломатический ранг
- Чрезвычайный и полномочный посланник 2 класса (6 марта 1995)[18]
- Чрезвычайный и полномочный посол (29 октября 1996)[19]